# Mutxamel
Mutxamel è un comune spagnolo situato nella comunità autonoma Valenciana.